# Jam On Radio
Das Jam On Radio (früher RadioIndustrie) ist ein alternatives Jugend-, Hip-Hop-, Urban- und Ausbildungsradio in der Stadt Zug. Als nicht-kommerzorientiertes schweizerisches Lokalradio ist Jam On Radio Mitglied in der UNIKOM.

## Geschichte
Am 27. April 2007 wurde im Rahmen des 25-jährigen Jubiläums der industrie45 in Zug beschlossen, ein neues Radio aufzubauen. Das Radio existierte zunächst als Webradio, innert kurzer Zeit wurde aber zusammen mit der WWZ eine Möglichkeit für die Verbreitung via Kabel gefunden. So sendet RadioIndustrie seit August 2007 nebst dem Internet auch über die UKW-Frequenz 101,65 MHz.
Um das Projekt vorzustellen und bekannt zu machen, hatte RadioIndustrie drei Mal die Chance für jeweils einen Monat über eine terrestrische UKW-Frequenz zu senden: Im Sommer 2007, 2008 und 2010 war der Sender überall im Kanton Zug jederzeit empfangbar.
Seit dem 23. September 2011 fokussiert das Radio seinen Musik- und Unterhaltungsbereich auf Hip-Hop, während die vorherigen Moderatoren weiterhin ihre Genre-Sendungen zu jeweiliger Sendezeit präsentieren.
2017 benannte sich das ehemalige Jugendradio RadioIndustrie um und sieht sich unter dem Namen Jam On Radio als «einziges Schweizer Urban Music Radio».

## Struktur
Im Laufe der ersten beiden Sendejahre bildeten sich allmählich feste Strukturen und immer neue Moderatoren entwickelten zusammen mit dem Redaktionsteam ein sich ständig ausbauendes Radioprogramm. Die Sendemacher bei RadioIndustrie arbeiten ehrenamtlich und so kommt es auch immer wieder zu Programmumstellungen. Einige Sendemacher sind jedoch schon seit Beginn des Projekts dabei und ihre Sendungen haben einen festen Platz in der Zuger (Radio-)Kulturlandschaft erhalten. Seit dem Sommer ’09 hat sich ein Reporterteam gebildet, welches sich journalistisch betätigt und Beiträge und Sendungen zu aktuellen Themen produziert.

## Programm
RadioIndustrie spielt eine ständig aktualisierte Hip-Hop-Auswahl von Rap, Breakbeat über Big-Beat etc. Den Tag durch werden in der Rotation Interpreten aus allen möglichen Hip-Hop-Sparten gespielt. Ab dem Abend werden jeweils moderierte Programme und jeden Tag andere stilspezifische Musikgefässe präsentiert wie Trip-Hop, Funk, Soul, Jazz, Drum and Bass, Dubstep und Experimental. In der Nachtschicht geht die Musik in etwas gemütlicheren Klängen über.

## Online
Es besteht nicht nur die Möglichkeit, das Programm via Live-Stream zu empfangen, sondern alle Sendungen werden auch als Podcast angeboten. Die bereits ausgestrahlten Programme können dadurch zu einem beliebigen Zeitpunkt nachgehört werden. Neben den Sendungen findet sich auf der Webpräsenz noch weiteres Audiomaterial wie z. B. vergangene Live-Übertragungen von Konzerten.